# Odontocera cylindrica
Odontocera cylindrica är en skalbaggsart som beskrevs av Audinet-serville 1833. Odontocera cylindrica ingår i släktet Odontocera och familjen långhorningar. Inga underarter finns listade i Catalogue of Life.